# Desfile del Orgullo Queer de Delhi
El Desfile del Orgullo Queer de Delhi está organizado por miembros del Comité del Orgullo Queer de Delhi cada último domingo de noviembre desde 2008. El desfile del orgullo queer es un festival anual para honrar y celebrar a las personas lesbianas, gays, bisexuales y transgénero (toda la comunidad queer), y sus aliados. El desfile generalmente va desde Barakhamba Road hasta Tolstoy Marg y Jantar Mantar.
Desde su inicio en 2008, donde cientos de personas se reunieron en el centro de Delhi para celebrar el primer desfile público del orgullo LGBT, la marcha financiada por la comunidad ha crecido hasta convertirse en un fuerte movimiento que aborda principalmente la Sección 377 del Código Penal Indio, que posteriormente fue derogada.
El Orgullo Queer de Delhi ha mantenido operaciones independientes y ha optado por depender de la financiación comunitaria y rechazar cualquier tipo de patrocinio corporativo, con el objetivo de centrar este colectivo único en la igualdad de derechos, la privacidad y la libertad. La organización también apoya los derechos de los dalit, los derechos de las personas con discapacidad y los movimientos feministas.

## Historia

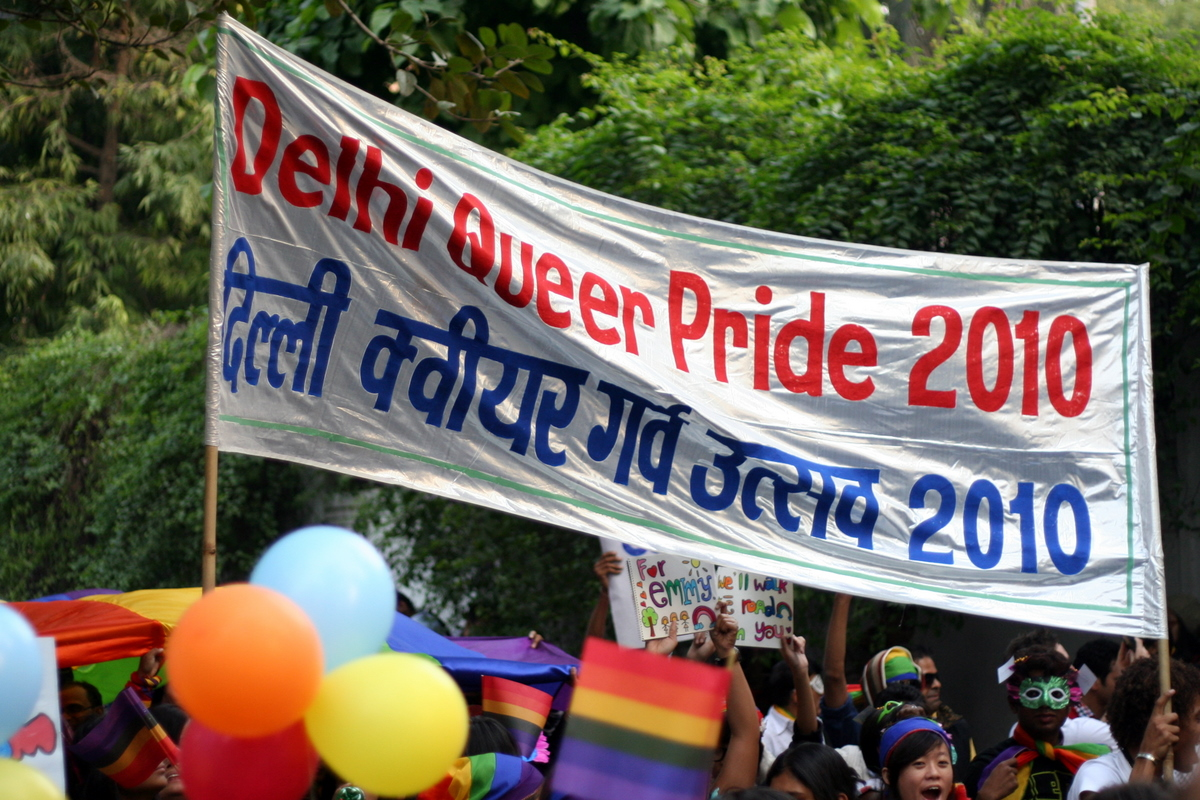
Pancarta en el Desfile del Orgullo Queer de 2010.

La primera Marcha del Orgullo Queer de Delhi tuvo lugar el 30 de junio de 2008. Al principio, solo llegó un pequeño grupo de hombres y mujeres y la policía también estaba allí, pero por la noche había unas 500 personas cantando, bailando, gritando consignas, sosteniendo pancartas, gritando "377, sal de la India". Al primer desfile asistieron 500 manifestantes, que portaban banderas de colores del arcoíris y pancartas de "Queer Dilliwalla" marcharon al ritmo de bhangra. El desfile comenzó en la calle Barakhamba en el corazón del distrito comercial de la ciudad y continuó hasta Jantar Mantar, un observatorio astronómico del siglo XVIII.
La marcha fue suspendida en 2020 y 2021 debido a la pandemia de COVID-19. La edición de 2022-2023, realizada el 8 de enero de 2023, volvió a ser presencial, y miles de personas marcharon desde la estación Barakhamba Road del Metro de Delhi y se reunieron cerca de Jantar Mantar. Este desfile del orgullo ocurrió durante el tiempo en que los casos de reconocimiento de matrimonios entre personas del mismo sexo estaban pendientes en varios tribunales regionales, y se transfirieron colectivamente a la jurisdicción de la Corte Suprema por sí misma. Así, este desfile hizo hincapié en las demandas de reconocimiento de los matrimonios entre personas del mismo sexo. El número de personas que participaron en esta marcha se estima en alrededor de 12 000, que es significativamente más alto que en años anteriores.